# なまらん
なまらんは、北海道のSTVラジオで2011年4月5日から放送している3つのラジオ番組である。2005年10月3日～2011年3月31日まで放送された、平日夜ワイド「スーパーヒットチャートなまらん」と同じく『なまらん』を冠したタイトルを3つの番組で使うが、出演者・内容は異なり、タイトルだけが継続利用された新番組という状態である。

## 萩原隆雄のNews＆Sports なまらんマンデー

### 放送時間
毎週月曜日 18:00～19:00

### パーソナリティ
- 萩原隆雄（STVアナウンサー）
- 渋谷もなみ

### 内容
- 2010年10月～2011年3月まで、ナイターオフ番組として放送された「News＆Sportsチャート なまらん」を引き継ぎ、1時間の情報生番組として放送。人気番組「ウイークエンドバラエティ 日高晤郎ショー」の中継レポーターや、スポーツ実況、報道記者、STVテレビ「朝6生ワイド」など幅広い経験を持ち、久々のラジオ番組復帰となる、萩原と、オハヨー!ほっかいどうなどを担当してきた、渋谷が担当する。

## 孝太郎とさおりのスーパーランキング なまらんマンデー

### 放送時間
毎週月曜日 21:00 - 21:50

### パーソナリティ
- 藤井孝太郎（STVアナウンサー）
- 辻田沙織

### 内容
- 従来「なまらん」の後継となる番組。「アタックヤング」月曜にも出演の藤井アナと、従来なまらん第6章（2010年4月10日～9月）にも出演した辻田が担当。「頑張れ！高校生アスリート」などのコーナーも、当番組で引き継がれる。
- STVラジオヒットチャート紹介
- なまらんマイレージ
  - リスナーが「孝太郎チーム」「さおりチーム」のフライトチームに別れ、週替わりの行き先（テーマ）に沿って投稿を出し合い、ポイントを競うネタコーナー。

## なまらん

### 放送時間
毎週火曜日～金曜日 21:00(ナイター終了後)～21:50(ナイター延長の場合は、時間を短縮して放送）

### パーソナリティ
日替わりで担当するようになっているが、火･水曜日は千秋幸雄で固定されている模様。（全員STVアナウンサー）
- 千秋幸雄（熱血！ファイターズスタジアムも担当していた）
- 萩原隆雄
- 岡本博憲
- 神谷誠
- 藤井孝太郎

### 放送内容
従来なまらんとは全く関係ない、2007～08年に放送していた「熱血!ファイターズスタジアム」（例えば、オープニングとエンディングのBGMが同じなど）と同形態の、北海道日本ハムファイターズ応援番組。STVラジオではファイターズ戦のビジター試合中継数が限られているため（詳しくはSTVアタックナイターを参照）、パ・リーグ他チームや、セ・リーグのカードなど、直前までのナイター中継の放送カードに関係なく、当番組が放送されるスタイルとなる。
- ファイターズの情報
- ファイターズへの応援メッセージ
  - 「ぞっこんファイターズメッセージ」と題して、特定の選手に向けてメッセージを募集することもある。
- リクエスト
- 試合後の球場からのリポート（札幌ドーム限定）
- ファイターズ戦を始めとするプロ野球の結果
- スポーツニュース
- ニュース、天気予報、道路交通情報

### 備考
このタイトルでの放送は2011年シーズンのみであったが、2012年シーズンはほぼ同様の形態で『ぞっこん!ファイターズ』が放送されている。

## 関連番組
- STVアタックナイター･ぞっこんファイターズ中継
- ヒートアップミュージック（土曜ナイター終了後に放送している番組）
- スーパーヒットチャートなまらん（2009～2010年のナイター終了後に放送されていた番組で「なまらん」というタイトルもついている）